# Stratiomys licenti
Stratiomys licenti är en tvåvingeart som först beskrevs av Lindner 1940.  Stratiomys licenti ingår i släktet Stratiomys och familjen vapenflugor. Inga underarter finns listade i Catalogue of Life.